# Рудка (Чарнковсько-Тшцянецький повіт)
Рудка (пол. Rudka, нім. Hütte) — село в Польщі, у гміні Тшцянка Чарнковсько-Тшцянецького повіту Великопольського воєводства.
Населення — 68 осіб (2011).
У 1975-1998 роках село належало до Пільського воєводства.

## Демографія
Демографічна структура станом на 31 березня 2011 року:
|          | Загалом | Допрацездатний вік | Працездатний вік | Постпрацездатний вік |
| -------- | ------- | ------------------ | ---------------- | -------------------- |
| Чоловіки | 42      | 8                  | 31               | 3                    |
| Жінки    | 26      | 4                  | 17               | 5                    |
| Разом    | 68      | 12                 | 48               | 8                    |